# Plathypena scabra
Plathypena scabra là một loài bướm đêm trong họ Erebidae.